# 2016-os GP2 spanyol nagydíj
A 2016-os GP2 spanyol nagydíj volt a 2016-os GP2-szezon első futama. A versenyeket május 13. és 15. között rendezték Montmelóban. A főversenyt Norman Nato, míg a sprintversenyt Alex Lynn nyerte meg.

## Időmérő
A spanyol nagydíj időmérő edzését május 13-án, délután tartották. A pole-pozíciót Pierre Gasly szerezte meg Norman Nato és Alex Lynn előtt.
| Helyezés | Rajtszám | Versenyző          | Csapat              | Idő      | Különbség | Körök |
| -------- | -------- | ------------------ | ------------------- | -------- | --------- | ----- |
| 1.       | 21       | Pierre Gasly       | Prema Racing        | 1:27,807 | –         | 9     |
| 2.       | 3        | Norman Nato        | Racing Engineering  | 1:28,271 | +0,464    | 11    |
| 3.       | 5        | Alex Lynn          | DAMS                | 1:28,458 | +0,651    | 9     |
| 4.       | 6        | Nicholas Latifi    | DAMS                | 1:28,563 | +0,756    | 10    |
| 5.       | 2        | Szergej Szirotkin  | ART Grand Prix      | 1:28,655 | +0,848    | 10    |
| 6.       | 11       | Gustav Malja       | Rapax               | 1:28,695 | +0,888    | 12    |
| 7.       | 22       | Oliver Rowland     | MP Motorsport       | 1:28,807 | +1,000    | 10    |
| 8.[1]    | 1        | Macusita Nobuharu  | ART Grand Prix      | 1:29,128 | +1,321    | 11    |
| 9.       | 10       | Artyom Markelov    | Russian Time        | 1:29,129 | +1,322    | 13    |
| 10.      | 15       | Luca Ghiotto       | Trident             | 1:29,143 | +1,336    | 13    |
| 11.      | 20       | Antonio Giovinazzi | Prema Racing        | 1:29,163 | +1,356    | 10    |
| 12.      | 9        | Raffaele Marciello | Russian Time        | 1:29,274 | +1,467    | 10    |
| 13.      | 4        | Jordan King        | Racing Engineering  | 1:29,322 | +1,515    | 11    |
| 14.      | 12       | Arthur Pic         | Rapax               | 1:29,385 | +1,578    | 11    |
| 15.      | 18       | Sergio Canamasas   | Carlin              | 1:29,397 | +1,590    | 12    |
| 16.      | 19       | Marvin Kirchhöfer  | Carlin              | 1:29,440 | +1,633    | 11    |
| 17.      | 23       | Daniël de Jong     | MP Motorsport       | 1:29,464 | +1,657    | 12    |
| 18.      | 7        | Mitch Evans        | Campos Racing       | 1:29,478 | +1,671    | 10    |
| 19.      | 25       | Jimmy Eriksson     | Arden International | 1:29,942 | +2,135    | 12    |
| 20.      | 24       | Nabil Jeffri       | Arden International | 1:30,254 | +2,447    | 11    |
| 21.[1]   | 8        | Sean Gelael        | Campos Racing       | 1:30,304 | +2,497    | 10    |
| 22.      | 14       | Philo Paz Armand   | Trident             | 1:30,609 | +2,802    | 13    |

Megjegyzések:
- ↑ 1:  Macusita Nobuharu és Sean Gelael 3 rajthelyes büntetést kaptak feltartásért, így a japánnak a 11. helyről, az indonéznak pedig a boxutcából kellett rajtolnia.[1]

## Főverseny
A spanyol nagydíj főversenyét május 14-én, délután tartották. Gasly megtartotta vezető helyét Natóval szemben, mögéjük Szirotkin érkezett meg, átugorva a két DAMS autót. Az első két kanyart még gond nélkül vészelték át a versenyzők, de a hármas kanyarban Ghiotto csúszott ki és fejezte be első futamát a falban. Először csak virtuálisan, majd később ténylegesen bejött a biztonsági autó. A hatodik körben újrakezdődött a verseny, Gasly és Nato végre csatázni kezdhettek az első helyért. Eközben Lynn és King elsőként jöttek kerékcserére, hogy a lágyakról a keményebb keverékekre váltsanak. Natónak nem sikerült megelőznie riválisát, sőt a 11. kör után Szirotkin kezdte őt támadni. Az orosz tizedekre autózott tőle körökön keresztül, de előzni nem tudott. Azonban a 23. körben Szirotkin a második kanyarból kigyorsítva megpördült, majd autója lefulladt a pálya közepén. Ennek köszönhetően ismételten pályára gurult a biztonsági autó, így a versenyben vezetők a boxba hajtottak. Az újraindítás után az élmezőnyben nem történt változás, hátrébb, Markelov a friss lágy abroncsokon megelőzte Kinget és Lynnt, majd Canamasast vette célkeresztjébe. A 27 körben Nato gyönyörű előzéssel vette át a vezetést Gaslytól, aki nem tudott vele lépést tartani. A franciát támadni kezdte Latifi, majd a 31. körben megelőzte őt. Két körrel később Markelov is átrágta magát Canamasason, és a Top 3-as után eredt. A verseny a két biztonsági autós szakasz miatt már túl sokáig tartott volna, így életbe lépett az egy órás időlimit szabálya. Az utolsó percekre Latifi utolérte Natót, de támadni már nem tudta, mert Giovinazzi és Marciello koccantak, a Russian Time pilótája pedig a kavicságyban ragadt. Ismét pályára lépett a biztonsági autó, de a versenyt véletlenül egy körrel hamarabb leintették, így a vasárnapi verseny pole-pozícióját megtarthatta Marciello kiesése ellenére is. Norman Nato első győzelmét aratta immáron a Racing Engineering pilótájaként, mögötte Latifi végzett, aki a sorozat első kanadai dobogósa lett. A pole-ból induló Gasly csak harmadik lett, Markelov és Lynn előtt.
| Helyezés                                | Rajtszám | Versenyző          | Csapat              | Körök | Idő/Kiesés oka | Rajthely | Pont |
| --------------------------------------- | -------- | ------------------ | ------------------- | ----- | -------------- | -------- | ---- |
| 1.                                      | 3        | Norman Nato        | Racing Engineering  | 33    | 58:51,044      | 2        | 25+2 |
| 2.                                      | 6        | Nicholas Latifi    | DAMS                | 33    | +1,337         | 4        | 18   |
| 3.                                      | 21       | Pierre Gasly       | Prema Racing        | 33    | +4,248         | 1        | 15+4 |
| 4.                                      | 10       | Artyom Markelov    | Russian Time        | 33    | +5,145         | 8        | 12   |
| 5.                                      | 18       | Sergio Canamasas   | Carlin              | 33    | +7,294         | 15       | 10   |
| 6.                                      | 5        | Alex Lynn          | DAMS                | 33    | +7,596         | 3        | 8    |
| 7.                                      | 4        | Jordan King        | Racing Engineering  | 33    | +8,678         | 13       | 6    |
| 8.                                      | 9        | Raffaele Marciello | Russian Time        | 33    | +11,544        | 12       | 4    |
| 9.                                      | 11       | Gustav Malja       | Rapax               | 33    | +13,102        | 6        | 2    |
| 10.                                     | 22       | Oliver Rowland     | MP Motorsport       | 33    | +17,513        | 7        | 1    |
| 11.                                     | 1        | Macusita Nobuharu  | ART Grand Prix      | 33    | +18,526        | 11       |      |
| 12.                                     | 7        | Mitch Evans        | Campos Racing       | 33    | +21,773        | 18       |      |
| 13.                                     | 12       | Arthur Pic         | Rapax               | 33    | +23,022        | 14       |      |
| 14.                                     | 23       | Daniël de Jong     | MP Motorsport       | 33    | +23,787        | 17       |      |
| 15.                                     | 19       | Marvin Kirchhöfer  | Carlin              | 33    | +24,125        | 16       |      |
| 16.                                     | 25       | Jimmy Eriksson     | Arden International | 33    | +24,348        | 19       |      |
| 17.                                     | 8        | Sean Gelael        | Campos Racing       | 33    | +27,522        | Boxutca  |      |
| 18.[1]                                  | 20       | Antonio Giovinazzi | Prema Racing        | 33    | +32,156        | 10       |      |
| 19.                                     | 24       | Nabil Jeffri       | Arden International | 32    | +1 kör         | 20       |      |
| Ki                                      | 14       | Philo Paz Armand   | Trident             | 28    | Kiállt         | 21       |      |
| Ki                                      | 2        | Szergej Szirotkin  | ART Grand Prix      | 23    | Kicsúszás      | 5        |      |
| Ki                                      | 15       | Luca Ghiotto       | Trident             | 0     | Baleset        | 9        |      |
| Leggyorsabb kör: Norman Nato (1:34,050) |          |                    |                     |       |                |          |      |

Megjegyzések:
- ↑ 1:  Antonio Giovinazzi a leintés után 20 másodperces időbüntetésben részesült Raffaele Marciello kipörgetéséért.[4]

### Statisztika
- Pierre Gasly 4. pole-pozíciója
- Norman Nato 1. győzelme és 2. leggyorsabb köre
- Norman Nato 1., Nicholas Latifi 1. és Pierre Gasly 5. dobogója

## Sprintverseny
A spanyol nagydíj sprintversenyét május 15-én, délelőtt tartották. A pole-pozícióból Marciello indulhatott, aki a szombati verseny utolsó körében kiesett, a korai leintésnek köszönhetően megtarthatta pozícióját. Az olasz jól jött el a rajtnál, mögötte King megtartotta a második helyét egészen a hármas kanyarig, amikor is Lynn a külső íven megelőzte őt. A második körben már Lynn állt az élen, Marciello pedig szenvedett autójával, riválisai könnyen utasították maguk mögé. Először King és Gasly előzte őt meg, sőt Gasly az angolt is megelőzve Lynn után iramodott. A hátsóbb régiókban Szirotkin, Ghiotto és a rajtnál beragadó Nato igyekeszték felküzdeni magukat a pontszerző helyek közé, ám a célegyenesben a nem arra beállított, így lassaban teljesített utolsó szektoruk után nem tudtak előzni. Erikssont és de Jongot könnyen megelőzték, de Kirchhöfer már nagyobb falat volt számukra. Szirotkin gyönyörűen előzte meg a németet az ötös kanyarban, majd rövidesen Ghiotto és Nato és követték őt. Az élen Lynn és Gasly külön versenyt futottak, hátrébb már Markelov is megelőzte csapattársát, valamint Rowland is maga mögé utasította Latifit. Az izgalmak a végére maradtak volna, de a 20. körben Antonio Giovinazzi kilences kanyar előtt próbálta megelőzni a meglepetésre az egész futam során csapattársa előtt haladó Sean Gelaelt, de az indonéz túl keményen védekezett, az olasz autója megpattant Gelael bal hátsó kerekén majd irányíthatatlanul csúszott tovább. Eltalálta az éppen kanyarodó Pic autójának hátulját, majd nagy sebességgel, oldalt csapódott a gumifalba. A versenyző nehezen szállt ki az autójából, majd lábfájdalmai miatt kórházba szállították. A verseny a biztonsági autó mögött ért véget, Lynn nyert, mögötte Gasly, King, Markelov, Marciello, Rowland, Latifi és Macusita végeztek a pontszerző helyeken.
| Helyezés                                 | Rajtszám | Versenyző          | Csapat              | Körök | Idő/Kiesés oka | Rajthely | Pont |
| ---------------------------------------- | -------- | ------------------ | ------------------- | ----- | -------------- | -------- | ---- |
| 1.                                       | 5        | Alex Lynn          | DAMS                | 26    | 43:50,241      | 3        | 15   |
| 2.                                       | 21       | Pierre Gasly       | Prema Racing        | 26    | +0,377         | 6        | 12+2 |
| 3.                                       | 4        | Jordan King        | Racing Engineering  | 26    | +1,120         | 2        | 10   |
| 4.                                       | 10       | Artyom Markelov    | Russian Time        | 26    | +2,168         | 5        | 8    |
| 5.                                       | 9        | Raffaele Marciello | Russian Time        | 26    | +3,382         | 1        | 6    |
| 6.                                       | 22       | Oliver Rowland     | MP Motorsport       | 26    | +3,990         | 10       | 4    |
| 7.                                       | 6        | Nicholas Latifi    | DAMS                | 26    | +4,584         | 7        | 2    |
| 8.                                       | 1        | Macusita Nobuharu  | ART Grand Prix      | 26    | +5,647         | 11       | 1    |
| 9.                                       | 18       | Sergio Canamasas   | Carlin              | 26    | +8,115         | 4        |      |
| 10.                                      | 11       | Gustav Malja       | Rapax               | 26    | +8,419         | 9        |      |
| 11.                                      | 2        | Szergej Szirotkin  | ART Grand Prix      | 26    | +8,692         | 21       |      |
| 12.                                      | 15       | Luca Ghiotto       | Trident             | 26    | +8,828         | 22       |      |
| 13.                                      | 8        | Sean Gelael        | Campos Racing       | 26    | +9,178         | 17       |      |
| 14.                                      | 7        | Mitch Evans        | Campos Racing       | 26    | +9,650         | 12       |      |
| 15.                                      | 19       | Marvin Kirchhöfer  | Carlin              | 26    | +10,152        | 15       |      |
| 16.                                      | 3        | Norman Nato        | Racing Engineering  | 26    | +10,430        | 8        |      |
| 17.                                      | 23       | Daniël de Jong     | MP Motorsport       | 26    | +10,726        | 14       |      |
| 18.                                      | 24       | Nabil Jeffri       | Arden International | 26    | +11,672        | 19       |      |
| 19.                                      | 25       | Jimmy Eriksson     | Arden International | 25    | +1 kör         | 16       |      |
| Ki                                       | 12       | Arthur Pic         | Rapax               | 20    | Baleset        | 13       |      |
| Ki                                       | 20       | Antonio Giovinazzi | Prema Racing        | 20    | Baleset        | 18       |      |
| Ki                                       | 14       | Philo Paz Armand   | Trident             | 13    | Kiállt         | 20       |      |
| Leggyorsabb kör: Pierre Gasly (1:33,263) |          |                    |                     |       |                |          |      |

### Statisztika
- Alex Lynn 3. győzelme
- Pierre Gasly 2. leggyorsabb köre
- Alex Lynn 5., Pierre Gasly 6. és  Jordan King 2. dobogója

## A bajnokság állása
(Teljes táblázat)
| H  | Versenyzők      | Pont | H  | Konstruktőrök      | Pont |
| -- | --------------- | ---- | -- | ------------------ | ---- |
| 1. | Pierre Gasly    | 31   | 1. | DAMS               | 47   |
| 2. | Alex Lynn       | 27   | 2. | Racing Engineering | 43   |
| 3. | Norman Nato     | 27   | 3. | Prema Racing       | 31   |
| 4. | Nicholas Latifi | 20   | 4. | Russian Time       | 30   |
| 5. | Artyom Markelov | 20   | 5. | Carlin             | 8    |